# Farola del mar
La Farola del mar est un ancien phare situé dans le port de Santa Cruz de Tenerife sur la côte nord de l'île de la Tenerife, dans les Îles Canaries (Espagne).

## Histoire
Il servit de balise de guidage pour l'entrée du port et émettait, à 1 m au-dessus du niveau de la mer, un clignotant blanc visible jusqu'à neuf miles. Dans un premier temps, le feu fut alimenté à l'huile végétale. Il fut alimenté par l'électricité de secteur et devint un clignotant rouge visible jusqu'à 8 miles. Cependant, il n'a pas fallu longtemps pour rétablir l'éclairage d'origine, car la pollution lumineuse croissante de la ville rendait sa visibilité trop réduite.
Ce phare, construit par Henry Leapaute, est arrivé de Paris en mai 1862. Il fut mis en service le 31 décembre 1863 devenant le deuxième feu maritime en service dans les îles Canaries. Son emplacement, à la fin d'une jetée qui fut allongé après rendit sa fonctionnalité obsolète et finalement il cessé ses activités en Juin 1954.
En 1976, il a été démonté et stocké dans un entrepôt appartenant à port. Huit ans plus tard, en hommage à l'histoire du port, il a été réinstallé à l'entrée de la jetée à la Plaza de l'Espagne. A côté d'elle a été placée une locomotive , une hélice originale en bronze du croiseur Canarias et aussi une grue à vapeur qui servait au déchargement du charbon arrivant par des barges. Il resta jusqu'en 1991 et en raison de nouvelles travaux d'infrastructure portuaire il fut retiré de nouveau. Le 30 avril 1994, la farola del mar a été remis à la ville pour la célébration du 5e centenaire de la fondation de la ville.
Identifiant : ARLHS : CAI-076.
|                    |
| La farola del mar. |